# 슬리퍼 (1973년 영화)
슬리퍼(Sleeper)는 미국에서 제작된 우디 앨런 감독의 1973년 코미디, SF 영화이다. 다른 제목은 잠꾸러기이다. 우디 앨런 등이 주연으로 출연하였고 잭 그로스버그 등이 제작에 참여하였다.

## 줄거리
마일스 먼로는 뉴욕시 그리니치빌리지에 있는 해피 캐럿 건강 식품점의 주인이자 재즈 음악가이다. 그는 1973년에 일상적인 궤양 수술을 위해 병원에 갔다가 잘못되어 200년 동안 저온 보존되어 익명으로 남겨진다. 2173년 두 과학자가 그를 불법적으로 소생시킨다. 그들은 "앨버트 섕커라는 남자가 핵탄두를 손에 넣었을 때" 발생한 대규모 파괴 이후 미국이 된 경찰국가와 갈등하는 지하 반란군에 속해 있다. 이 나라는 "지도자"로만 알려진 독재자가 표면상 통치하고 있으며, "아리에스 프로젝트"라는 비밀 계획을 곧 실행할 예정이다. 반란군은 마일스를 침투시켜 계획을 방해할 스파이로 이용하기를 희망한다. 그는 디스토피아 사회에서 알려진 생체 식별 정보가 없는 유일한 구성원이기 때문이다.
당국은 의심을 품고 과학자들을 심문하기 위해 대규모 병력을 동원하고, 과학자들은 체포되어 뇌를 "전자적으로 단순화"당한다. 마일스는 로봇으로 변장하여 탈출하고, 그 로봇은 무작위로 한가로운 사교계 명사 루나 슐로서의 집으로 배달되어 일하게 된다. 루나가 새 집사의 매력 없는 머리를 "미적으로 더 만족스러운" 것으로 바꾸기로 결정하자, 마일스는 자신의 진짜 정체를 밝힌다. 그의 폭로에 놀라고 반란군에 동정심이 없는 그녀는 그를 당국에 넘기겠다고 위협한다. 이에 마일스는 그녀를 납치하고 도주하며 아리에스 프로젝트를 찾아 나선다.
많은 말다툼 끝에 마일스와 루나는 사랑에 빠진다. 마일스는 잡혀서 온순한 사회 구성원으로 세뇌되고, 루나는 탈출하여 반란군에 합류한다. 반란군은 마일스를 납치하여 역세뇌를 성공적으로 수행한다. 마일스는 반란군 생활에 익숙해지지만, 루나가 잘생기고 건장한 반란군 지도자 에르노 윈트와 키스하는 것을 보고 질투심을 느끼고, 루나는 자유연애주의를 믿게 되었다고 선언한다.
마일스는 루나를 되찾으려 한다. 결국 마일스와 루나는 아리에스 프로젝트에 침투하여, 그곳에서 국가지도자가 10개월 전에 반란군의 폭탄에 의해 사망했다는 것을 빠르게 알게 된다. 살아남은 것은 그의 코뿐이다. 마일스와 루나는 의사로 변장하여 신분 착오를 일으키고, 그로 인해 그들은 지도자의 유일하게 남은 부분으로 그를 복제하는 책임을 맡게 된다. 마일스는 코를 훔쳐서 로드 롤러의 길에 코를 떨어뜨려 정부의 복제 계획을 좌절시킨다.
두 사람은 탈출하고, 나중에 함께할 미래에 대해 논의한다. 마일스는 루나에게 에르노가 지도자만큼 부패하게 될 것이라고 말한다. 모든 혁명이 그렇게 끝난다는 것이다. 마일스와 루나는 서로에 대한 사랑을 고백하지만, 루나는 과학이 남녀가 화학적 비호환성 때문에 의미 있는 관계를 가질 수 없다고 증명했다고 주장한다. 마일스는 이 이론을 일축하며 과학을 믿지 않는다고 선언한다. 루나는 그가 신이나 정치 체제도 믿지 않는다고 지적하며, 그가 믿는 것이 무엇인지 묻는다. 그는 "섹스와 죽음, 평생에 한 번 오는 두 가지. 하지만 적어도 죽음 후에는 구역질 나지 않는다"라고 대답한다. 두 사람은 포옹하고 입을 맞춘다.

## 출연

### 주연
- 우디 앨런
- 다이안 키튼

### 조연
- 존 벡
- 메리 그레고리

## 제작진
- 협력프로듀서: 마셜 브릭맨
- 협력프로듀서: 랠프 로젠블럼
- 미술: 데일 헤네시
- 의상: 조엘 슈마허